# 수마트라 PDF
수마트라 PDF(Sumatra PDF)는 무료 오픈소스 전자책 뷰어로 , PDF(Portable Document Format), Microsoft HTML 도움말(CHM), DjVu, EPUB, FictionBook (FB2), Mobi, PRC, Open XML Paper 등 다양한 문서 형식 포맷(OpenXPS, OXPS, XPS), 만화 아카이브 파일 (CB7, CBR, CBT, CBZ)을 지원한다. 마이크로소프트 윈도우(Microsoft Windows) 전용으로 개발되었지만 WINE을 사용하여 리눅스에서 실행할 수 있다.

## 특징
수마트라PDF(이하, 수마트라)는 미니멀리즘 디자인을 가지고 있으며, 심플함은 광범위한 기능을 희생시키면서 얻을 수 있다. PDF 렌더링을 위해 MuPDF 라이브러리를 사용한다. 수마트라는 외장형 의존성이 없는 하나의 파일로 구성되어 있으므로 외장형 USB 드라이브에서 사용할 수 있어 설치가 필요하지 않는 휴대형으로 설계되었다. PDF, XPS, DjVu, CHM, 전자 책 (ePub 및 Mobi) 및 만화 (CBZ 및 CBR) 형식을 읽을 수있는 광범위한 이식 가능한 응용 프로그램으로 분류된다.
수마트라는 많은 휴대용 응용 프로그램의 특성상 거의 디스크 공간을 사용하지 않다. 2009년 Sumatra 1.0은 어도비 애크러뱃 리더(Reader) 9.5의 32MB에 비해 1.21MB의 설치 파일을 가지고있었다. 2017년 1월, 실제 버전 수마트라PDF(SumatraPDF) 3.1.2에는 하나의 6.1 Mb 실행 파일이었다. 한편, 어도비리더(Adobe Reader) XI는 320MB의 디스크 공간을 사용한다.
수마트라 0.6에서는 PDF 형식의 사용 제한이 구현되어 사용자가 문서 작성자가 제한하는 문서에서 인쇄하거나 복사 할 수 없게하는 형식인 디지털 권리 관리(Digital Rights Management,DRM)형식이 사용되었다. 크쥐시토프 코월직(Kowalczyk)은 "나는 수마트라가 PDF 제작자들의 희망을 존중할 것이라고 결정했다. 아큘러(Okular) 와 에빈스(Evince) 와 같은 다른 오픈소스 개발자들은 이 옵션을 선택하게 되며, 그러나, 데비안은 상호 호환성과 재사용이라는 오픈소스 원칙에 따라 이러한 제한을 없애기 위해 소프트웨어를 패치한다.
수마트라 1.1까지 각 PDF 페이지를 비트맵 이미지로 변환하여 인쇄가 이루어졌다. 이로 인해 매우 큰 스풀 파일이 만들어지고 인쇄 속도가 느려질 수 있다.
수마트라 0.9.1 이후, PDF 문서에 내장된 하이퍼 링크가 지원되었다.
수마트라는 다국어를 지원하며 69개국의 언어로 번역되었다.
수마트라는 pdfTeX 또는 XeTeX로 만든 TeX 소스와 PDF 출력을 동기화하는 양방향 방식인 SyncTeX를 지원한다.
버전 0.9.4 이후, 수마트라는 JPEG 2000 형식을 지원한다.

## 개발
수마트라의 PDF는 크쥐시토프 코월직(Krzysztof Kowalczyk)와 사이먼 번츨리(Simon Bünzli)의 두 기여자가 주로 작성한다. 소스 코드는 주로 C ++의 두 가지 프로그래밍 언어로 개발되었으며 C 언어의 일부 구성 요소가 포함되어 있다. 소스 코드는 Microsoft Visual Studio에 대한 지원과 함께 제공된다.
Windows XP 가 Windows 의 최신 버전이었을 때 처음 설계되었기 때문에 수마트라는 처음에는 이전 버전의 Windows와 호환되지 않다. Windows 95 , 98 및 Me에 대한 지원이 제거되었다.
초기에 코월직(Kowalczyk)은 64 비트 버전의 수마트라를 공개하지 않았으므로 속도와 사용 가능한 메모리가 약간 더 많을 수도 있지만 그 당시에는 사용자의 혼란을 크게 가중시키고 잠재적 비용을 능가하지는 않을 것이라고 믿었다. 그러나 일부 사용자는 수마트라의 64 비트 빌드를 요청했으며 다른 개발자들은 비공식 64 비트 빌드를 컴파일하여 32 비트 빌드보다 빠르게 문서를 로드했다. 그러나 공식 빌드 개발자는 비공식 빌드가'수마트라' 이름을 사용하지 않도록 요청했다. 2015년 10월 수마트라의 공식 64 비트 버전이 발표되었다.
수마트라 소스 코드는 원래 Google 코드에서 호스팅되었다. 미국의 수출에 대한 법적 규제로 인해 " 쿠바,이란, 북한, 수단, 시리아를 포함한 외국자산관리국 제재 목록에 있는 국가에서는 "이용할 수 없다. 현재 소스 코드가 GitHub에 호스팅 되어있다.

## 역사
버전 0.1로 지정된 수마트라 PDF의 첫 번째 버전은 Xpdf 0.2를 기반으로했으며 2006년 6월 1일에 릴리스되었다. 버전 0.2에서 Poppler 로 전환되었다. 버전 0.4에서는 더 빠른 속도와 더 나은 Windows 플랫폼 지원을 위해 MuPDF 로 변경되었다. Poppler는 한동안 대안 엔진으로 남아 있었고 버전 0.6에서 0.8까지 MuPDF가 로드하지 못한 페이지를 렌더링하는 데 자동으로 사용되었다. Poppler는 2008년 8월 10일에 릴리스 된 버전 0.9에서 제거되었다.
2009년 7월, 수마트라 PDF는 MuPDF에서의 동일한 라이센스 변경과 일치하도록 라이센스를 GNU GPLv2에서 GNU GPLv3으로 변경했다.
버전 1.0은 누적 개발 기간이 3년 이상인 2009년 11월 17일에 릴리스되었다. 버전 2.0은 2012년 4월 2일에 릴리스되었다. 버전 1.0이 출시 된 후 2년이 지났다.
2007년 수마트라의 PDF가 공식 다국어 지원을 받기 전에 Lars Wohlfahrt before Sumatra PDF got official multi-language support.
In October 2015, version 3.1 introduced a 64-bit version, in addition to their original 32-bit version.에 의해 최초의 비공식 번역본이 발표되었다.
2015년 10월 버전 3.1은 원래 32 비트 버전 외에도 64 비트 버전을 도입했다.

## 이름과 커버표지

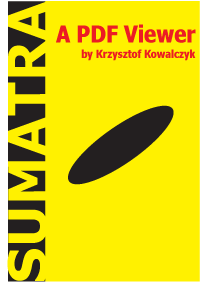
만화 왓치맨에 영감을 받은 수마트라 PDF의 초기 로고

저자는 "수마트라"라는 이름의 선택은 수마트라섬이나 커피에 대한 찬사가 아니며 그 이름에 특별한 추론이 없다고 지적했다.
수마트라의 그래픽 디자인은 앨런 무어와 데이브 기번스의 왓치맨 그래픽 소설 표지에 대한 찬사(오마쥬)이다.

## 중요 리셉션
수마트라는 이동성 , 키보드 단축키 및 오픈소스 개발이라는 면에서 속도와 단순성으로 인해 높은 평가를 받았다.
한때 FSF유럽 재단(Free Software Foundation Europe)은 수마트라 PDF를 권장했지만 수마트라에 자유 라이센스가 부여된 비공개 코드가 존재하기 때문에 2014년 2월에 권고안을 삭제했다. 재단 대표 Heiki Ojasild는 " 그들이 비 자유 라이브러리를 계속 사용하는 동안 수마트라 PDF는 자유 소프트웨어로 인정 될 수 없다 "고 설명했다. Unrar라이브러리는 궁극적으로 3.0 버전에서부터 무료 대안으로 대체되어 100 % 무료 오픈소스 소프트웨어로 만들어지게 됐다.

## 같이 보기
- PDF 소프트웨어 목록
- EPUB